# Alberico
San Alberico, Aubrey, Albericus o Albéric (Borgoña, siglo XI-Abadía de Císter, 26 de enero de 1108) fue un monje francés, cofundador de la Orden del Císter.

## Biografía
No hay datos sobre su infancia. Sólo se sabe que, joven, quiso ingresar en la vida religiosa y se puso bajo la guía de Roberto de Molesmes, que había formado una comunidad benedictina cerca de Tonnerre. El lugar, sin embargo, no era adecuado para fundar un monasterio, por lo cual, en 1075 se marcharon a Molesmes, donde se fundó el monasterio. Roberto fue el primer abad, y Alberico el prior.
Pronto, sin embargo, la comunidad tuvo problemas de convivencia y algunos monjes se rebelaron; Roberto, el abad, se marchó hasta que los otros monjes que habían estado bajo el mando de Alberico llamaron al abad ya que estos se habían sublevado de tal forma contra su prior (Alberico) que hasta lo apalearon dejándolo inconsciente. San Roberto y San Alberico, sin embargo, viendo que no podrían llevar a término su ideal monástico, fueron, con algunos de los monjes, hasta Císter o Citeaux, en la diócesis de Châlons, donde en 1098 fundaron una comunidad con una forma de vida diferente al benedictino y que fue el origen de la Orden Cisterciense. Alberico, muy devoto de la Madre de Dios, puso la orden bajo la protección de la Virgen María.
Alberico fue elegido abad cuando Roberto, por orden del papa Urbano II, dejó el monasterio. Lo fue hasta el 26 de enero de 1108, cuando murió. Alberico hizo, durante su mandato, que la regla de vida de la comunidad fuera más austera. Se le atribuye el cambio de color negro de la cogulla (es el hábito que se ponen los cistercienses para ir al coro) por el de color blanco; de ahí que en la época se les comenzó a llamar a los cistercienses: "los monjes blancos" y a los benedictinos "los monjes negros" por el color de sus cogullas. Le sucedió san Esteban Harding quien llamó a su gran abad y amigo "la lanza de plata" pues esto era lo que había sido, una lanza defensora contra los ataques al corazón de Jesus.